# Prowincja Tipasa
Prowincja Tipasa (arab. ولاية تيبازة) – jedna z 48 prowincji Algierii, znajdująca się w północnej części kraju. 